# 301 TCN
301 TCN là một năm trong lịch La Mã.

## Mất
- Triệu Huệ hậu (趙惠后; còn được biết đến là Ngô Oa (吴娃), là con gái của Ngô Quảng; ?—301 TCN)